# 郭汜

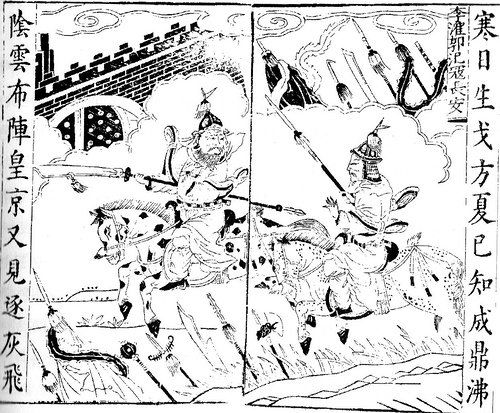
李傕郭汜攻占首都

郭汜（146年—197年），幼名阿多，故稱郭多，東漢末期涼州張掖人，原為盜馬賊，後成為董卓女婿牛輔部下。

## 生平

### 牛輔部下
初平三年（192年），郭汜被牛輔派往與李傕及張濟領數萬兵討伐朱雋於中牟，戰勝，大掠陳留、潁川諸郡。

### 共掌長安
在董卓與牛輔被殺之後，郭汜與李傕等人乞求王允赦免，被拒絕。眾人聽從賈詡之見，率軍攻入長安，殺王允，迫走呂布，與李傕等人掌管朝政，被封為揚烈將軍。興平元年（194年），馬騰軍攻來，被李傕派往戰於長平觀下，勝利，殺萬餘人。同年與樊稠破馮翊等羌賊。升為後將軍，与李傕、樊稠被授予提拔官員的权力，與三公同級，合稱為六府。

### 互鬥連年
興平二年（195年），樊稠被李傕殺害，郭汜懷疑李傕欲毒害自己而與李傕互相攻打。汉献帝遣使議和二人，遭拒。郭汜本欲脅持天子，但為李傕先發制人。汉献帝再遣使議和二人，被郭汜脅持作使節的公卿。郭汜聯合李傕軍中张苞攻營，為楊奉所救。汉献帝再遣使皇甫酈議和二人，郭汜答允而李傕拒絕，皇甫酈因而大罵李傕。後楊奉領兵叛逃李傕，令其勢力大減，张济來到，和解二人，李傕便答允。

### 失去天子
張濟提議天子東遷都，汉献帝亦欲回洛城，升郭汜為車騎將軍，令眾人護送。郭汜本想脅持汉献帝回郿，為楊定、楊奉、董承所知悉，郭汜放棄此打算。後合李傕、張濟之力欲劫回汉献帝，大敗楊定等，但汉献帝成功逃出，為張楊迎接。
建安二年（197年），郭汜被其部屬伍習誅殺於郿，余部被李傕兼并。

## 家庭
- 郭汜妻，性妒，由於李傕時常留宿郭汜，她擔心郭汜與李傕的婢妾私通，便誣陷李傕欲毒害郭汜，促成二人反目。
- 郭氏，郭汜之女，與李傕之女互換為質。
- 郭某，脫名，郭汜從弟，郭汜曾考慮以其與李傕交換人質。[6]

## 陣營
- 伍習，郭汜部將。曾經奉郭汜的指令焚燒學舍以威逼漢獻帝。此後在郿縣反叛郭汜，並率軍襲殺了郭汜。
- 張苞、張寵，原李傕中郎將，後與郭汜密謀誅殺李傕。郭汜退兵後，二人亦率傕兵投郭汜。
- 夏育、高碩，郭汜黨羽，在郭汜劫獻帝失敗後，試圖繼續脅迫獻帝西移，但被楊奉擊敗。

## 轶闻
西晋良吏鲁芝的父亲被郭汜杀害。

## 艺术形象

### 影视形象
- 台灣華視電視劇《關公》（1996年）：李艺民
- 中國電視劇《三国》（2010年）：龚志玺
- 电视剧《曹操》（2014年）：王瞳
- 电视剧《武神赵子龙》（2016年）：徐占伟

## 评价
- 刘艾：“坚用兵不如李傕、郭汜。”“坚虽时见计，故自不如李傕、郭汜。”（《山阳公载记》《后汉纪》）
- 朱儁：“傕、汜小竖，樊稠庸儿，无他远略，又埶力相敌，变难必作。”（《后汉书·董卓列传第六十二》）
- 李傕：“郭多，盗马虏耳。”（《后汉书·董卓列传第六十二》）
- 沮俊：“汝等凶逆，逼迫天子，乱臣贼子，未有如汝者！”（《后汉书·董卓列传第六十二》）
- 董承：“郭多有数百兵，坏李傕数万人。”（《献帝起居注》）
- 毛宗岗：“杨奉、贾诩，其于李傕，亦始合而终离。乃一离而不复合，是则能补过者也。若郭阿多反复无常，与二人正自霄壤。”（汇评三国志演义）

## 延伸阅读
[在维基数据编辑]
 《三國志/卷06》，出自陳壽《三國志》
 《東觀漢記》
 在维基共享资源阅览影像